# Yale Bowl
El Yale Bowl es un estadio de fútbol americano situado en la localidad de New Haven, Connecticut, en los Estados Unidos de América. Se encuentra a unos dos kilómetros del campus principal de la Universidad Yale, la cual es propietaria del mismo. Terminado en 1914, tiene una capacidad para 64 269 espectadores, reducida de la capacidad inicial de 70 869 tras varias remodelaciones. Es el lugar donde disputa sus partidos los Yale Bulldogs, equipo de la Ivy League y miembro de la NCAA. Entre 1973 y 1974 también albergó los partidos de los New York Giants de la NFL mientras se renovaba el Yankee Stadium y el Giants Stadium estaba todavía en construcción. Es el segundo estadio más antiguo en actualidad en el deporte universitario y el mayor del país cuando fue construido.

## Historia
El estadio comenzó a construirse en agosto de 1913, excavando el área y construyendo una berma alrededor del perímetro con la tierra extraída dándole una forma elíptica. Fue el primer estadio con forma de tazón (en inglés, bowl) del país, siendo el prototipo para el diseño de otros muchos estadios para la práctica del fútbol americano como el Los Angeles Memorial Coliseum o el Rose Bowl. el actual marcador, con su característica forma de mostrar el tiempo de partido de forma vertical en vez de horizontal, data de 1958, mientras que la sala de prensa se añadió en 1986. En 1987 fue declarado Lugar Histórico Nacional de los Estados Unidos.

## Características
El estadio fue diseñado parcialmente con un estilo neogótico. Así, parte de la fachada fue tratada con ácidos para imitar los efectos de envejecimiento, un procedimiento que ha requerido un constante mantenimiento y renovación para prevenir el deterioro. Como consecuencoa del paso del tiempo, en el verano de 2005 gran parte de los muros y las puertas de acceso se encontraban en un mal estado, sufriendo una renovación parcial de los mismos, que se prolongó hasta el año siguiente, llegando a tiempo del comienzo de la temporada de los Bulldogs.

## Galería de imágenes

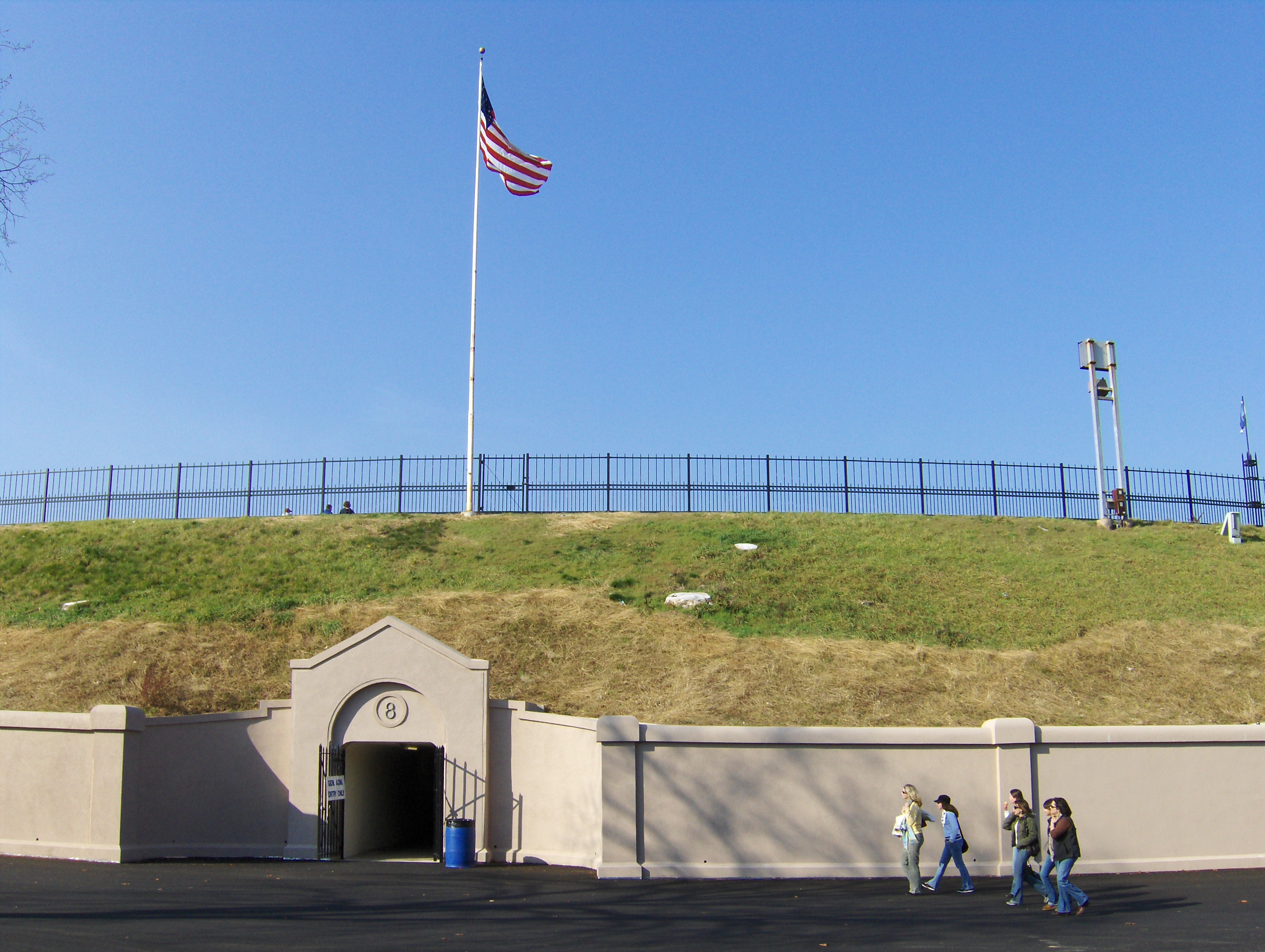
El exterior del estadio
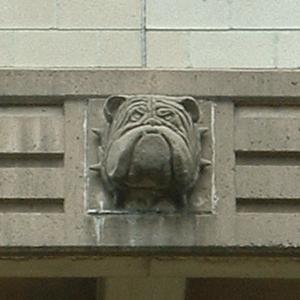
Gárgola  de un bulldog en la sala de prensa.
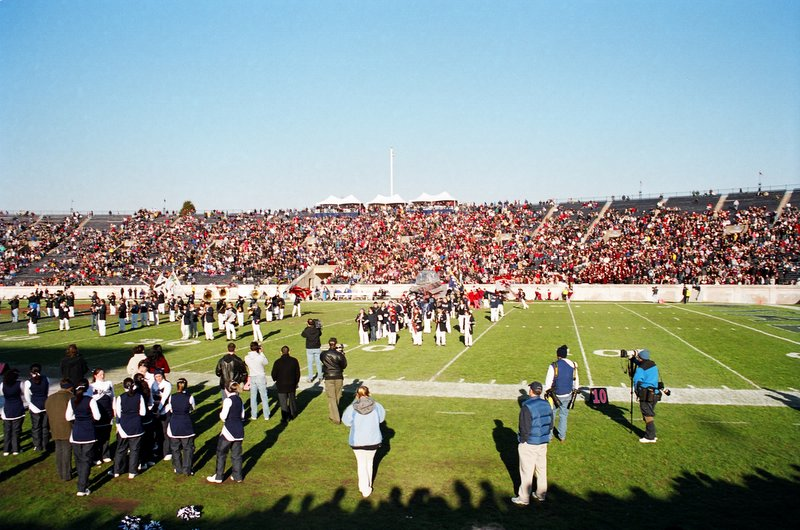
Partido entre Harvard y Yale, 2005
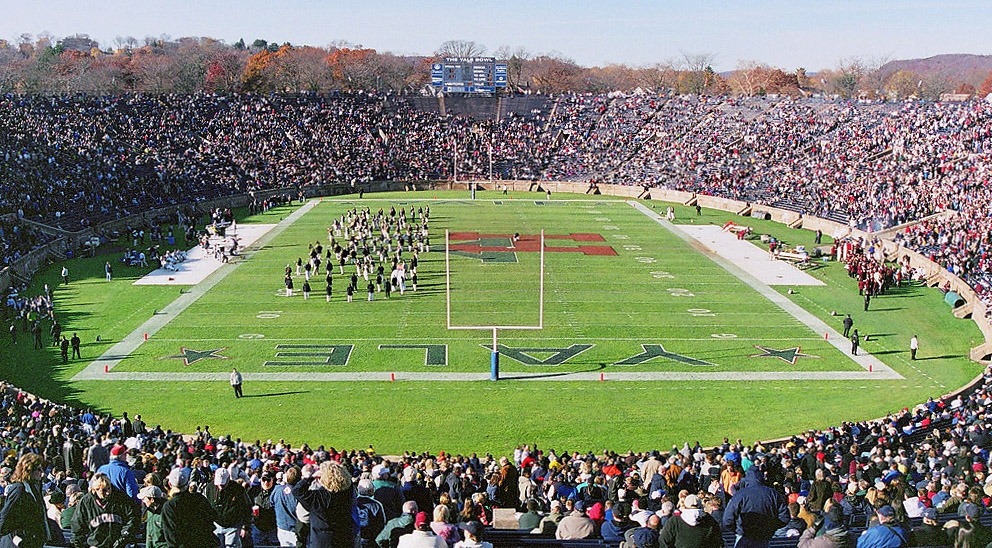
Espectáculo de un descanso entre Harvad y Yale, 2001
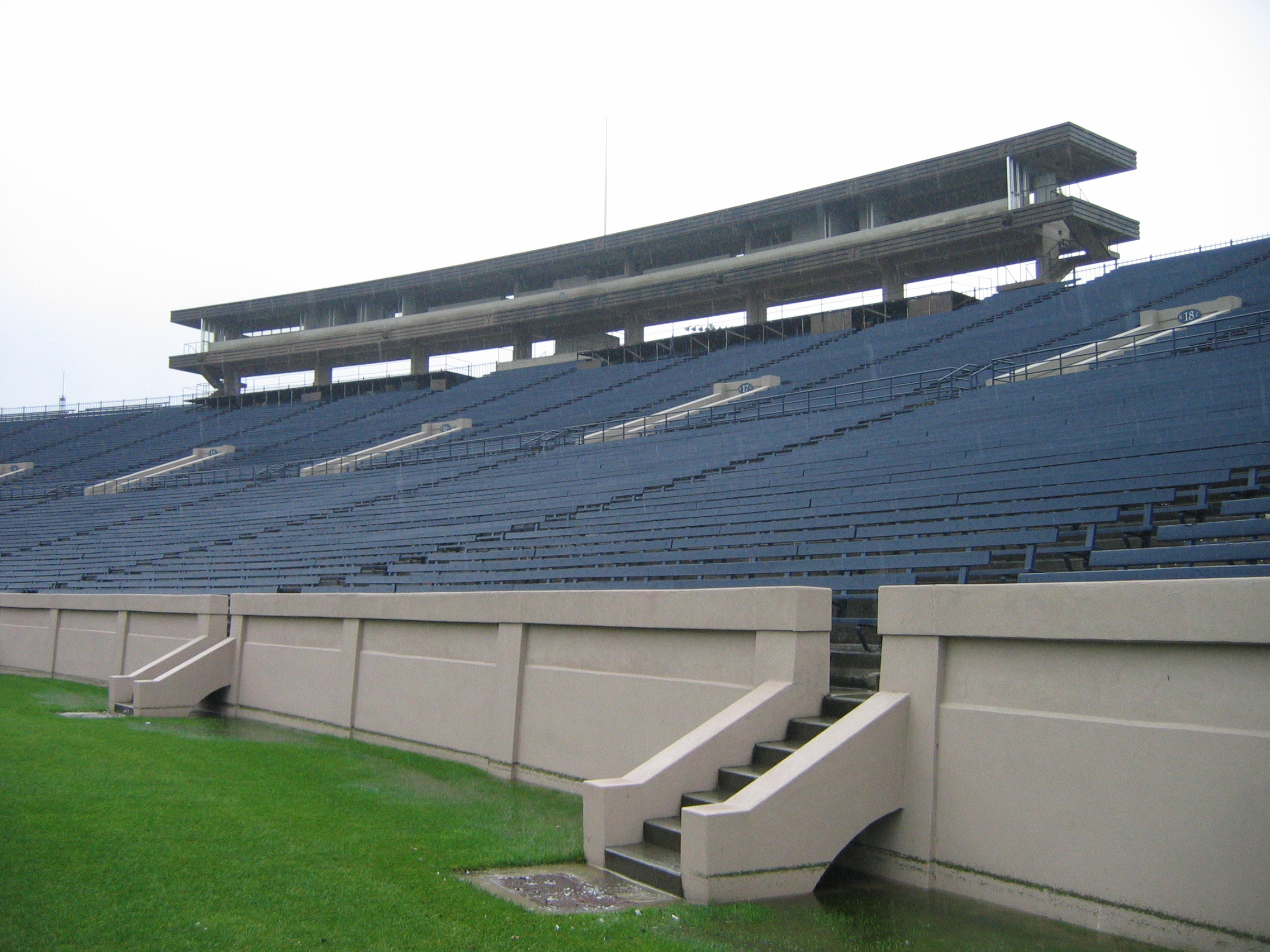
Verano de 2008
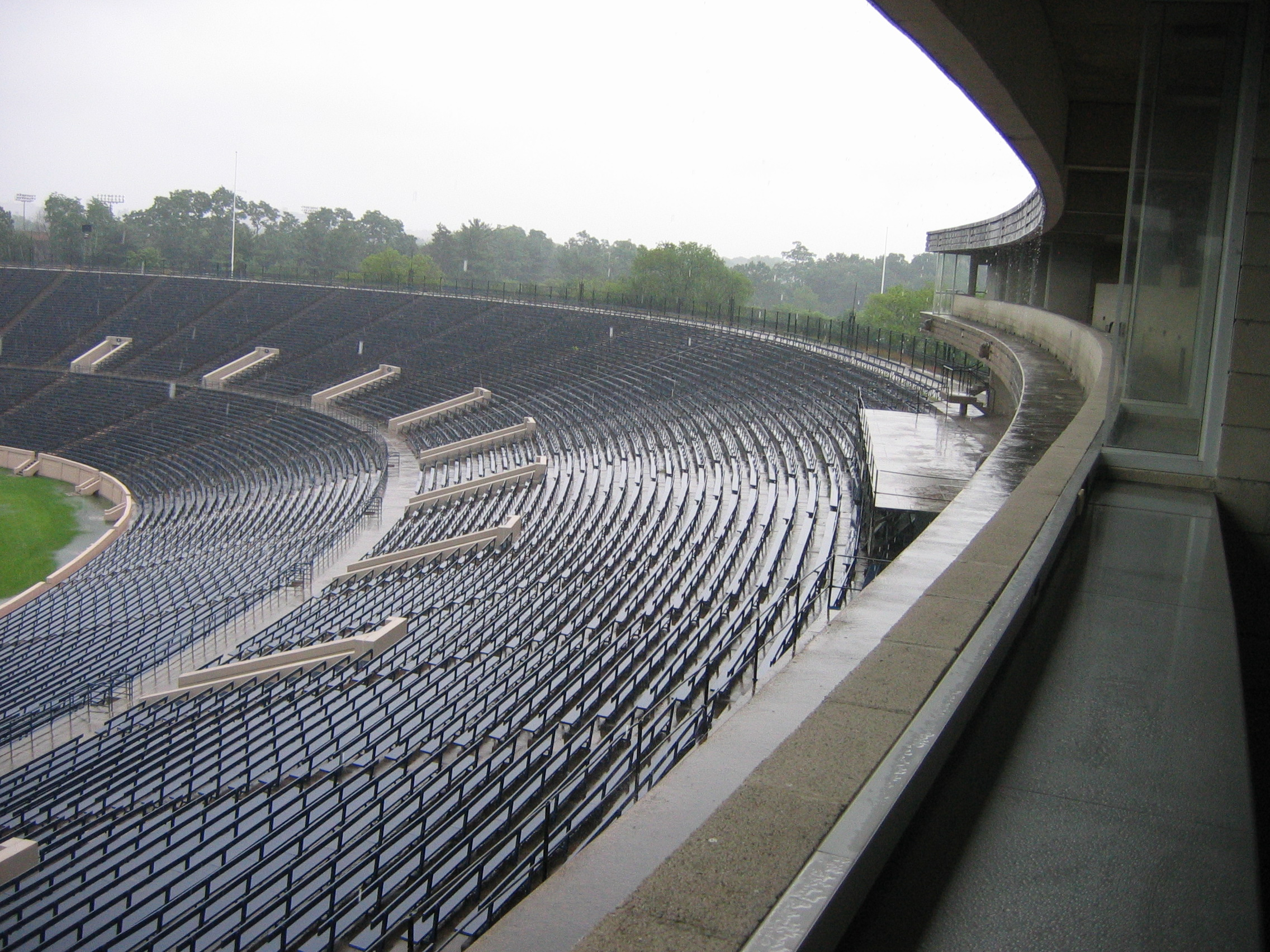
Verano de 2008